# Кубок Австрії з футболу 2003—2004
Кубок Австрії з футболу 2003–2004 — 70-й розіграш кубкового футбольного турніру в Австрії. Титул вчетврте здобула Грацер.

## Календар
| Раунд            | Дата                           | Матчі | Клуби   |
| ---------------- | ------------------------------ | ----- | ------- |
| Попередній раунд | 26 липня 2003                  | 32    | 84 → 52 |
| Перший раунд     | 26 серпня - 23 вересня 2003    | 24    | 52 → 28 |
| Другий раунд     | 23 вересня - 12 листопада 2003 | 12    | 28 → 16 |
| 1/8 фіналу       | 23 березня - 10 квітня 2004    | 8     | 16 → 8  |
| 1/4 фіналу       | 10-21 квітня 2004              | 4     | 8 → 4   |
| 1/2 фіналу       | 4-5 травня 2004                | 2     | 4 → 2   |
| Фінал            | 23 травня 2004                 | 1     | 2 → 1   |

## Перший раунд
| Команда 1                  | Рахунок      | Команда 2                |
| -------------------------- | ------------ | ------------------------ |
| 26 серпня 2003             |              |                          |
| Блайбург (3)               | 0:0 пен. 4:3 | Леобен (2)               |
| Грацер-2 (4)               | 1:2          | Адміра Ваккер Медлінг    |
| Трайбах (4)                | 0:1 дч       | Аустрія (Лустенау) (2)   |
| Фортуна 05 (3)             | 0:2          | Шварц-Вайс (Брегенц)     |
| Штадлау (4)                | 2:9          | Штурм                    |
| Донау (Відень) (4)         | 1:0          | Маркт (Санкт-Мартін) (5) |
| Альтах (3)                 | 1:3          | Гартберг (3)             |
| Гард (3)                   | 1:3          | Фойтсберг (3)            |
| Арнфельс (3)               | 2:1          | Швехат (3)               |
| Гмунден (4)                | 2:1 дч       | Вергль (2)               |
| Граткорн (3)               | 1:3          | Лустенау 07 (2)          |
| Коттінгбрунн (3)           | 2:0          | Клінгенбах (4)           |
| Блау-Вайс Лінц (3)         | 4:0          | БСВ Юніорс (2)           |
| Містелбах (4)              | 0:1          | ЛАСК Лінц (2)            |
| Уніон (Петтенбах) (4)      | 0:3          | Ваккер (Тіроль) (2)      |
| Пух (3)                    | 2:4          | Капфенберг (2)           |
| Шваненштадт (3)            | 5:0          | Лангенрор (4)            |
| Уніон (Санкт-Флоріан) (3)  | 1:2          | Рід (2)                  |
| Санкт-Пельтен (3)          | 3:1          | Куфштайн (3)             |
| Вайдгофен-ан-дер-Іббс (3)  | 1:2          | Унтерзібенбрунн (2)      |
| Кремсер (3)                | 4:0          | Райхенау/Олдранс (3)     |
| 27 серпня 2003             |              |                          |
| Адміра-2 (3)               | 0:3          | Рапід (Відень)           |
| Шпітталь/Драу (3)          | 0:1          | Маттерсбург              |
| 23 вересня 2003            |              |                          |
| Шварц-Вайс (Зальцбург) (3) | 0:4          | Пашинг                   |

## Другий раунд
| Команда 1          | Рахунок      | Команда 2              |
| ------------------ | ------------ | ---------------------- |
| 23 вересня 2003    |              |                        |
| Донау (Відень) (4) | 0:3          | Штурм                  |
| Блайбург (3)       | 0:4          | Рід (2)                |
| Гмунден (4)        | 0:6          | Шварц-Вайс (Брегенц)   |
| Блау-Вайс Лінц (3) | 2:2 пен. 0:3 | Адміра Ваккер Медлінг  |
| Коттінгбрунн (3)   | 1:3          | Маттерсбург            |
| Арнфельс (3)       | 3:1          | Аустрія (Лустенау) (2) |
| Гартберг (3)       | 1:0          | Капфенберг (2)         |
| Фойтсберг (3)      | 0:3          | Унтерзібенбрунн (2)    |
| Шваненштадт (3)    | 2:4 дч       | Ваккер (Тіроль) (2)    |
| 24 вересня 2003    |              |                        |
| Кремсер (3)        | 2:3          | Рапід (Відень)         |
| 30 вересня 2003    |              |                        |
| ЛАСК Лінц (2)      | 0:2          | Лустенау 07 (2)        |
| 12 листопада 2003  |              |                        |
| Санкт-Пельтен (3)  | 0:2          | Пашинг                 |

## 1/8 фіналу
| Команда 1             | Рахунок      | Команда 2            |
| --------------------- | ------------ | -------------------- |
| 23 березня 2004       |              |                      |
| Лустенау 07 (2)       | 1:1 пен. 1:3 | Шварц-Вайс (Брегенц) |
| Штурм                 | 2:0          | Пашинг               |
| Ваккер (Тіроль) (2)   | 1:2          | Грацер               |
| Адміра Ваккер Медлінг | 0:2          | Маттерсбург          |
| Рід (2)               | 3:1          | Унтерзібенбрунн (2)  |
| 24 березня 2004       |              |                      |
| Гартберг (3)          | 0:2          | Аустрія (Відень)     |
| 10 квітня 2004        |              |                      |
| Кернтен               | 4:0          | Аустрія (Зальцбург)  |
| Арнфельс (3)          | 0:1          | Рапід (Відень)       |

## 1/4 фіналу
| Команда 1      | Рахунок      | Команда 2            |
| -------------- | ------------ | -------------------- |
| 10 квітня 2004 |              |                      |
| Штурм          | 4:0          | Шварц-Вайс (Брегенц) |
| Маттерсбург    | 0:0 пен. 1:4 | Аустрія (Відень)     |
| 20 квітня 2004 |              |                      |
| Рід (2)        | 2:2 пен. 3:1 | Кернтен              |
| 21 квітня 2004 |              |                      |
| Рапід (Відень) | 1:3          | Грацер               |

## 1/2 фіналу
| Команда 1     | Рахунок      | Команда 2        |
| ------------- | ------------ | ---------------- |
| 4 травня 2004 |              |                  |
| Грацер        | 3:2          | Рід (2)          |
| 5 травня 2004 |              |                  |
| Штурм         | 1:1 пен. 4:5 | Аустрія (Відень) |

## Фінал
| 23 травня 2004 |

| Грацер                                                     | 3:3 дч   | Аустрія (Відень)                              |
| ---------------------------------------------------------- | -------- | --------------------------------------------- |
| Базина 45' Коллманн 86' Ауфгаузер 105'                     | Протокол | Гілевич 28', 99' Данді 64'                    |
|                                                            | Пенальті |                                               |
| - Муратович - Штандфест - Погатець - Коллманн - Милинкович | 5:4      | - Верлат - Флегель - Гілевич - Яночко - Данді |

| Штадіон Вальс-Зіценгайм, Зальцбург Глядачів: 7 900 Арбітр: Дітмар Драбек |